# Titoceres jaspideus
Titoceres jaspideus är en skalbaggsart som först beskrevs av Audinet-serville 1835.  Titoceres jaspideus ingår i släktet Titoceres och familjen långhorningar.
Artens utbredningsområde är Senegal. Inga underarter finns listade i Catalogue of Life.